# Замок Карлоу

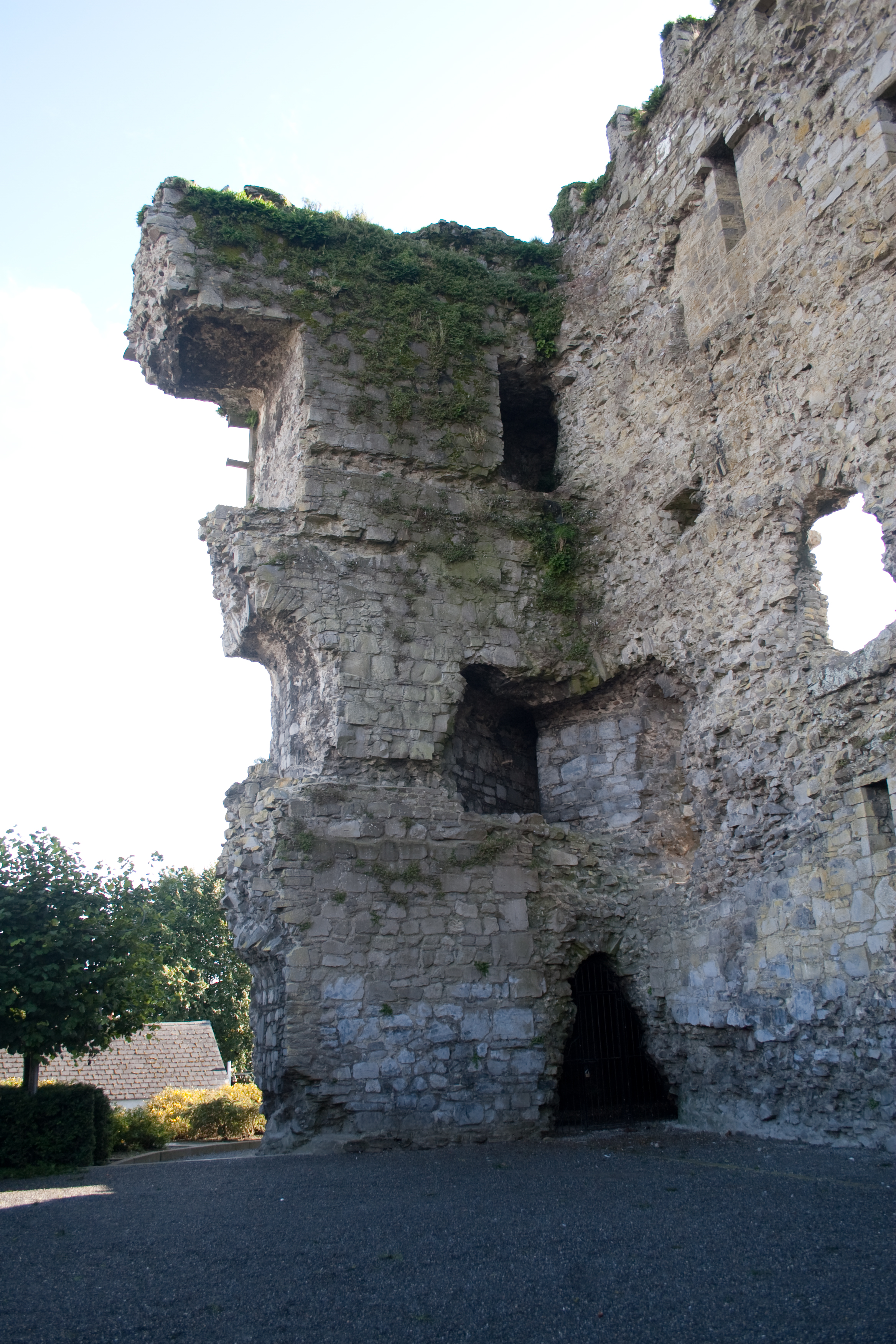
Південно-східна вежа замку Карлоу.

Замок Карлоу (англ. Carlow Castle, ірл. Caisleán na Ceatharlach) — кашлен на Кехарлах — один із замків Ірландії, розташований в графстві Карлоу, біля річки Барроу. Замок побудований в 1207—1213 роках. Нині замок Карлоу є пам'яткою історії та архітектури Ірландії національного значення.

## Історія замку Карлоу
Найперша письмова згадка про замок Карлоу датується 1231 роком. У цьому повідомлені не вказуються будівничі замку. Замок Карлоу побудував Вільям Маршал в 1207—1213 роках. До цього на цьому місці був норманський замок типу «мотт і бейлі» — фортеця на насипному пагорбі, що її було побудовано в 1180 році норманським феодалом Х'ю де Лейсі після англо-норманського завоювання Ірландії 1169 року. Є версія, що замок Карлоу є одним з найдавніших чотирьох баштових донжонів на Британських островах. Вхід на перший поверх був з північної сторони замку, потім був прохід на всі поверхи, підлога була вкрита деревом, хід йшов крізь кам'яні сходи в товщі західної стіни.
У 1306 році замок перейшов короні, потім у 1312 році замок був переданий Томасу Плантагенету, потім замок був подарований графу Норфолк. Графи Норфолк володіли замком до 1537 року, коли замок в них був конфіскований короною. У 1494 році замок захопив Джеймс Фіцджеральд. У 1535 році замок захопив Томас Фіцджеральд під час так званого «повстання Шовкового Томаса». Потім замок кілька разів переходив з одних рук до інших. У 1616 році замок купив Донах О'Браян — граф Томонд.
У 1641 році спалахнуло повстання за незалежність Ірландії. Замок захопили повстанці й підняли над замком прапор Ірландської конфедераціії. У 1642 році замок впав — англійські війська взяли його штурмом. Граф Ормонд, що був на стороні англійських військ визволив з полону 500 англійських солдатів, що утримувались в замку. Замок знову переходив з рук в руки. У 1650 році замок захопив вояк Олівера Кромвеля Генрі Айртон і повернув замок графам Томонд. Пізніше замок захопив клан Гамільтон.
У 1813 році родина Гамільтон здала замок в оренду фізику доктору Філіпу Перрі Міддлтону. Він витратив понад 2000 фунтів стерлінгів на реставрацію замку. Він хотів відбудувати замок і відкрити в замку психіатричну лікарню. 13 лютого 1814 році доктор будуючи підземний коридор, використав вибухівку і це призвело до руйнування східних башт та стін. Каміння потім розтягнули місцеві жителі для будівництва.

## Археологічні дослідження
У 1996 році були проведені археологічні розкопки замку Карлоу. Розкопками керував археолог доктор О'Коннор з Державної служби Ірландії. У 1997 році в часописі «Археологія Ірландії» він опублікував результати досліджень. Були виявлені ряд отворів в округлому рові, що проходив під стінами донжона, проведено було датування артефактів. Виявлені були залишки печі для просушування насіння на північ від замку, а також під місцем, де була колись північна стіна донжону. Печі були датовані тим же часом, що й отвори в рові та іншими земляними спорудами. Ці дані дозволи встановити розташування більш давнього замку, що стояв на місці нинішнього замку Карлоу. Більш давній замок був збудований з земляних валів та дерева. Датування дозволило стверджувати, що більш ранній замок був побудований в 1180 році, і будував що Х'ю де Лейсі для Джона де Клахалла.
Архітектура замку та історичні джерела вказують на те, що та споруда замку, що дійшла до нас збудована близько 1210 року за наказом Вільяма Маршала Старшого. Будівництво тривало довгий час. Під час будівництва попередні оборонні споруди були ліквідовані. Замок не мав фундаменту, був споруджений на штучній сплющеній поверхні землі.

## Особливості архітектури
Замок баштового типу. Суттєво відрізняється низкою параметрів від аналогічних замків Англії та континентальної Європи (відсутність зали, тощо) Вежа складалась з чотирьох відсіків, чотирьох стін і трьох поверхів. По кутах замку були башти циліндричної форми. Замок будували горизонтальною кладкою, на стінах були бійниці. Спочатку він був двоповерховим, третій поверх добудований в XV столітті. Замок збудований з дикого каменю — з вапняку. Замок стоїть на штучно вирівняній вершині кам'янистого пагорба, біля злиття двох річок — Баррок та Баррен.